# 2.5D
2.5D ("dimensión dos y medio"), perspectiva de 3/4 y pseudo-3D son los términos que se utilizan para describir ya sea:
- Proyecciones gráficas en 2D y técnicas que hacen que una serie de imágenes o escenas parezcan ser de tres dimensiones (3D), cuando en realidad no lo son.
- En un juego de vídeo de modo tridimensional que se limita a un plano de dos dimensiones.

Comunes en el ámbito de la geomática y los videojuegos, estas proyecciones también han sido útiles en la visualización geográfica para ayudar a entender representaciones espaciales visual-cognitivas o de visualización 3D.
Los términos perspectiva 3/4  y vista 3/4 tienen su origen en el retrato y el reconocimiento facial, en los que se utilizan para describir una visión de la cara de una persona que es hasta cierto punto entre una vista frontal y una vista lateral.

## Gráficas de computadora

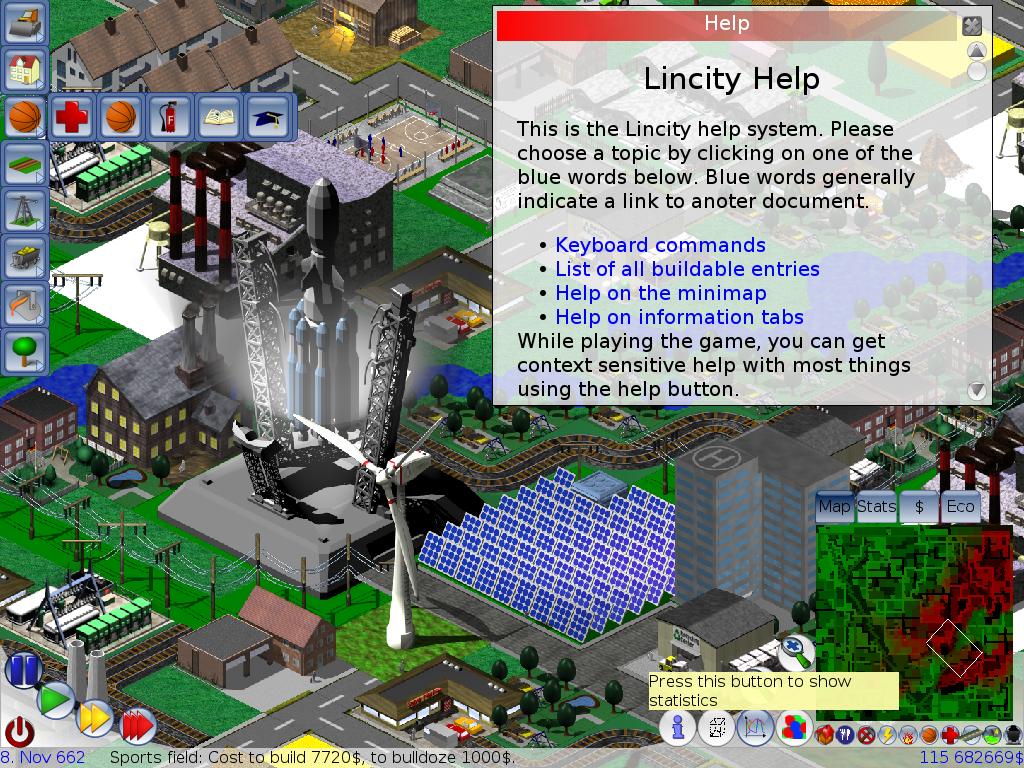
En Lincity, elementos axonométricos en 2D son utilizados para crear un entorno en 2.5D.

En la proyección axonométrica y la proyección oblicua, dos formas de proyección paralela, el punto de vista se gira levemente para revelar otras facetas del medio ambiente que son visibles en una perspectiva de arriba hacia abajo o vista lateral, produciendo así un efecto tridimensional. Un objeto es "considerado que está en una posición inclinada en escorzo resultante de los tres ejes", y la imagen es una representación "en un solo plano (como una superficie de dibujo) de un objeto tridimensional colocado en un ángulo al plano de proyección".

### Axonometría y proyección oblicua
Son puntos de vista de cámara populares entre los juegos de video en 2D, más comunes en los videojuegos liberados para consolas de 16-bits o anteriores, en juegos para videoconsola portátil, así como más tarde en juegos de estrategia y videojuego de rol.
Hay tres divisiones principales de la proyección axonométrica: isométrica (de igual medida), dimétrica (simétrica y asimétrica), y trimétrica (de una sola vista o solo dos lados). El más común de este tipo de dibujo en dibujo técnico es la proyección isométrica. Esta proyección está inclinada de modo que los tres ejes crean ángulos iguales en intervalos de 120 grados. En los juegos de vídeo, una forma de proyección dimétricas con una proporción de píxeles 2:1 es más común debido a los problemas de anti-aliasing y píxeles cuadrados que se encuentran en la mayoría de los monitores de ordenador.
En una proyección oblicua por lo general todas las líneas paralelas a los ejes están dibujados a escala, y las diagonales y líneas curvas se distorsionan. Una señal de proyección oblicua es que la cara apuntando hacia la cámara conserva sus ángulos rectos con respecto al plano de la imagen.
Dos de los ejemplos más consistentes de la proyección oblicua son en la serie The Legend of Zelda en juegos para Game Boy, Game Boy Color y Game Boy Advance, y la serie de Pokémon para la consola Nintendo DS. Ejemplos de proyección axonométrica incluyen los últimos juegos en la serie SimCity, y los juegos de rol como Diablo y Baldur's Gate.

### Billboarding
En escenas tridimensionales, el término billboarding (en español, "valla publicitaria" o "panel publicitario") se aplica a una técnica en la cual los objetos son a veces representados por imágenes bidimensionales aplicadas a un único polígono que normalmente se mantiene perpendicular a la línea de visión. El nombre se refiere al hecho de que los objetos se ven como si se dibuja en una valla publicitaria. Esto puede ser utilizado con buenos resultados para un significativo aumento del rendimiento cuando la geometría es lo suficientemente distante que puede ser perfectamente sustituido con un sprite 2D. En los juegos, esta técnica se aplica con mayor frecuencia en partículas como humo, chispas, lluvia, y en la vegetación de bajo detalle. Un ejemplo en el uso de esta técnica es el juego Jurassic Park: Trespasser. Desde entonces se ha convertido en algo común, y se encuentra en muchos juegos como Rome: Total War, donde se aprovecha para mostrar simultáneamente miles de soldados individuales en un campo de batalla. Otros ejemplos son los primeros shooters en primera persona como Doom y Hexen.

### Skyboxesyskydomes
Skyboxes y skydomes son métodos utilizados para crear fácilmente un fondo para hacer un nivel de juego se vea más grande de lo que realmente es. Si el nivel está encerrado en un cubo, el cielo, las montañas lejanas, edificios distantes, y otros objetos se vuelven inalcanzables en las caras del cubo usando una técnica llamada mapeo de cubo, creando así la ilusión de alrededores tridimensionales distantes. Un skydome emplea el mismo concepto, pero utiliza una esfera en lugar de un cubo.
Como un observador se mueva a través de una escena 3D, es común que la Skybox o skydome a permanezca estacionaria con respecto al observador. Esta técnica le da a la Skybox la ilusión de estar muy lejos, ya que otros objetos en la escena parecen moverse mientras que el palco no lo hace. Esto imita la vida real, donde los objetos distantes, como las nubes, las estrellas y las montañas, incluso parece estar inmóvil cuando el punto de vista se desplaza por las distancias relativamente pequeñas. En efecto, todo en una Skybox parecen ser infinitamente distante del espectador.

### Escala a lo largo del eje Z
En algunos juegos, los sprites se escalan mayor o menor en función de su distancia al reproductor, produciendo la ilusión de movimiento a lo largo del eje Z (hacia delante). El videojuego de 1986 de Sega, Out Run es un buen ejemplo de esta técnica, aunque fue precedido por Pole Position de Namco en 1982, mientras que los primeros contendientes se remontan a mediados del decenio de 1970:
Interceptor, lanzado por Taito Corporation en 1975, y Moto-Cross (rebautizado como Fonz el mismo año y Road Race, lanzado por Sega en 1976.

### Parallax scrolling

Un ejemplo de parallax scrolling

Paralaje se refiere a cuando una colección de sprites en 2D o capas de sprites están hechos para moverse de forma independiente el uno del otro y/o el fondo para crear un sentido de profundidad agregada. La técnica surgió de la técnica de cámara multiplano utilizado en la animación tradicional desde la década de 1940. Este tipo de efecto gráfico se utilizó por primera vez en el juego de arcade Moon Patrol de 1982. Los ejemplos incluyen Sonic the Hedgehog, Street Fighter II y Dracula X Chronicles. También aparece en Donkey Kong Country: Tropical Freeze, cuando está cargando la entrada a un nivel.

### Modo 7
Modo 7 es un efecto del sistema de visualización que incluye rotación y la escala, permitió un efecto 3D en movimiento en cualquier dirección sin ningún tipo de modelos 3D reales, y fue utilizado para simular gráficos 3D en sistemas como los de SNES y Sega Saturn.

### Mapeado topológico, normal, y por paralaje

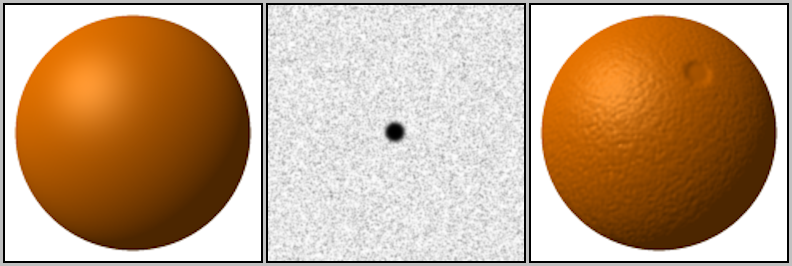
Una esfera sin mapeado topológico (izquierda). El mapeado topológico a ser aplicado a la esfera (en medio). La esfera con el mapeado topológico aplicado (derecha).

Mapeado topológico, normal, y por paralaje son técnicas que se aplican a las texturas en aplicaciones de renderizado 3D tales como videojuegos para simular golpes y arrugas en la superficie de un objeto sin necesidad de utilizar más polígonos. Para el usuario final, esto significa que las texturas tales como paredes de piedra tendrá profundidad más evidente y por tanto mayor realismo con menos de una influencia sobre el rendimiento de la simulación.

## Diseño Gráfico

El sombreado falso y las reflexiones hacen que estos iconos del escritorio parezcan tridimensionales.

El término también se refiere a un efecto de uso frecuente en el diseño de los iconos y las interfaces gráficas de usuario (GUI en inglés), donde se crea una ligera ilusión 3D por la presencia de una fuente de luz virtual a la izquierda (o en algunos casos, derecha), y por encima de monitor de ordenador de una persona. La fuente de luz en sí es siempre invisible, pero sus efectos se observan en los colores más claros para la parte superior e izquierda, simulando la reflexión y los colores más oscuros de la derecha y por debajo de dichos objetos, la sombra de la simulación.

## Juegos tridimensionales con un campo de juego en 2D
El término "2.5D" también se aplica a los juegos en 3D que usan gráficos poligonales para representar el mundo y/o personajes, pero cuyo juego se limita a un plano 2D. Ejemplos incluyen Pandemonium, Einhänder, Klonoa: Door to Phantomile, Nights into Dreams..., Yoshi's Story, Viewtiful Joe, Shadow Complex, Elsword, Strider 2, Kirby 64: The Crystal Shards, Duke Nukem: Manhattan Project, Tomba!, Trine, The Simpsons Game (DS), New Super Mario Bros., Sonic Rivals, Sonic Rush, Bionic Commando Rearmed, New Super Mario Bros. Wii, Donkey Kong Country Returns y Kirby's Return to Dream Land. La serie Crash Bandicoot a veces es conocido como 2.5D porque aunque los personajes y escenarios están renderizados en 3D, la mayoría de sus niveles no son tan libres como un "verdaderas" plataformas en 3D. Otros ejemplos incluyen R-Type Delta, Sonic Colors, Sonic 3D, Sonic Unleashed, Gradius V, Contra: Shattered Soldier, Castlevania: The Dracula X Chronicles, George of the Jungle and the Search for the Secret, LittleBigPlanet y Sonic Generations.
Algunos juegos de pelea como Super Smash Bros., Marvel Vs. Capcom 3, Street Fighter IV, Mortal Kombat y BlazBlue también son en 2.5D mostrando escenarios en 3D y/o caracteres, pero al mismo tiempo limita la acción a un plano 2D.
En algunos juegos, como Goemon's Great Adventure y Pandemonium, la zona de juego puede ser descrita como una superficie en 2D torciéndose y flexionase en un espacio tridimensional. Dentro de esta superficie, el carácter y la física se comportan como en un juego de plataformas en 2D tradicional. Sin embargo, hay una serie de giros que no son posibles con los juegos de plataformas en 2D normales: es común en este tipo de juegos que el plano de dos dimensiones se cruce con sí mismo u otros planos sobre ciertos puntos, así creando de "cambiadores de vía" en el curso. Los jugadores pueden explorar diferentes áreas del mundo en 3D de esa manera o pueden ser devueltos a los puntos anteriores sin problemas. Interacciones con el "fondo" (puntos no accesibles en el paisaje en 3D) también son utilizados ampliamente.